# GUITARHYTHM WILD
『GUITARHYTHM WILD』（ギタリズム・ワイルド）は、布袋寅泰の2作目のライブ・アルバム。1993年4月28日に東芝EMI／EASTWORLDよりCD、同年6月16日にはライブ・ビデオが発売された。
CDは初回特典としてスペシャル・ウィンドウ・ステッカーが封入され、2000年12月13日、デジタルリマスターが施されアストロノーツスターより再リリースされた。

## 解説
『GUITARHYTHM III』の楽曲を中心に構成されている。
1992年10月12日から1993年4月9日まで行われた『GUITARHYTHM WILD TOUR』全39公演の中から、2月27日・2月28日に行われた横浜アリーナ公演を収録している。
本来この横浜アリーナ公演は12月に予定されていたが、布袋が右手を骨折したため延期になり、復帰後に実施された公演であった。

## ボーナス・トラック
『GUITARHYTHM III』のLP盤にのみ収録されていたルベッツの曲「SUGAR BABY LOVE」（1974年）のカバー、イギリスでリリースされた「DANCING WITH THE MOONLIGHT」（1988年）7インチ・アナログ盤バージョンを収録している。

## 収録曲
| #   | タイトル                         | 作詞                          | 作曲                          | 時間 |
| --- | -------------------------------- | ----------------------------- | ----------------------------- | ---- |
| 1.  | 「GUITARHYTHM WILD」             |                               | 布袋寅泰                      | 1:34 |
| 2.  | 「UPSIDE-DOWN」                  | 森雪之丞                      | 布袋寅泰                      | 3:29 |
| 3.  | 「DIRTY STAR」                   | 森雪之丞                      | 布袋寅泰                      | 6:05 |
| 4.  | 「YOU」                          | 布袋寅泰                      | 布袋寅泰                      | 6:14 |
| 5.  | 「さよならアンディ・ウォーホル」 | 森永博志・ハービー山口        | 布袋寅泰                      | 4:43 |
| 6.  | 「PRECIOUS DEAL」                | 布袋寅泰                      | 布袋寅泰                      | 4:36 |
| 7.  | 「EMERGENCY」                    | 森雪之丞                      | 布袋寅泰                      | 6:16 |
| 8.  | 「C'MON EVERYBODY」              | EDDIE COCHRAN・JERRY CAPEHART | EDDIE COCHRAN・JERRY CAPEHART | 4:06 |
| 9.  | 「MERRY-GO-ROUND」               | 森雪之丞                      | 布袋寅泰                      | 4:37 |
| 10. | 「DIVING WITH MY CAR」           | 布袋寅泰                      | 布袋寅泰                      | 5:06 |
| 11. | 「WILD LOVE」                    | 布袋寅泰                      | 布袋寅泰                      | 7:55 |
| 12. | 「LONELY★WILD」                  | 布袋寅泰                      | 布袋寅泰                      | 7:44 |
| 13. | 「GUITARHYTHM [Piano Version]」  | ハービー山口・LENNY ZAKATEK   | 布袋寅泰                      | 4:02 |

| #         | タイトル                                          | 作詞                            | 作曲                            | 時間  |
| --------- | ------------------------------------------------- | ------------------------------- | ------------------------------- | ----- |
| 14.       | 「SUGAR BABY LOVE」                               | WAYNE BICKRTON・TONY WADDINGTON | WAYNE BICKRTON・TONY WADDINGTON | 4:32  |
| 15.       | 「DANCING WITH THE MOONLIGHT [UK 7inch Version]」 | ハービー山口・LENNY ZAKATEK     | 布袋寅泰                        | 4:02  |
| 合計時間: | 合計時間:                                         | 合計時間:                       | 合計時間:                       | 75:02 |

### 曲解説
1. GUITARHYTHM WILD
2. UPSIDE-DOWN
3. DIRTY STAR
4. YOU
5. さよならアンディ・ウォーホル
6. PRECIOUS DEAL
7. EMERGENCY
8. C'MON EVERYBODY
9. MERRY-GO-ROUND
10. DIVING WITH MY CAR
11. WILD LOVE
12. LONELY★WILD
13. GUITARHYTHM [Piano Version]
14. SUGAR BABY LOVE
  - ルベッツの楽曲のカバー。初CD化。
15. DANCING WITH THE MOONLIGHT [UK 7inch Version]
1stシングルの7インチシングルバージョン。初CD化。

## 参加ミュージシャン
- 布袋寅泰 - ギター、ボーカル
- 椎野恭一 - ドラムス、コーラス
- 浅田孟 - ベース、コーラス
- 成田忍 - ギター、コーラス
- 小森茂生 - キーボード、コーラス
- 梅崎俊春 - コンピュータプログラミング
- 大島隆志 - コンピュータプログラミング

DANCING WITH THE MOONLIGHT [UK 7inch Version]
- 布袋寅泰 - ギター、ボーカル
- ホッピー神山 - キーボード
- 藤井丈司 - キーボードプログラミング
- JACQUELINE ROBINSON - バッキングボーカル
- DIANA WRIGHT - バッキングボーカル
- PANDIT DINESH - パーカッション
- 原田“クマ”時芳 - ベース